# Ambatondrazaka
Ambatondrazaka, grad u sredini Madagaskara s 39 762 stanovnika u Provinciji Toamasina, upravno središte Pokrajine Alaotra-Mangoro i istoimenog distrikta Ambatondrazaka. 

## Povijest
Prema malgaškoj usmenoj predaji grad je osnovao legendarni kralj Randriambololona, osnivač Kraljevstva Merina sa svoja tri sina Rasehenom, Ramiangalijem i Razakom koji su se naselili na tom mjestu krajem 18. stoljeća. Naselje je dobio ime po Razaki, koji je nakon pobjede nad plemenom Vazimba u radosti podigao kamen (malgaški: vato) iznad glave. Ambatondrazaka zapravo znači ispod Razakovog kamena.
Pravi razvoj grada otpočeo je na početku 19. stoljeća kad je kralj Radama I. zauzeo zemlje plemena Sihanaka 1823., te odabrao Ambatondrazaku kao središte buduće pokrajine. Tad je izgrađena guvernerova palača (rova) na brježuljku Andohatanjona, danas je na njezinom mjestu lokalni zatvor. Andohatanjona je postala upravno središte budućeg grada, koji se počeo graditi oko nje.
Ambatondrazaka je 21. svibnja 1959. godine postala središte katoličke biskupije.
Grad ima nekoliko crkava, nekoliko hotela i restorana, stadion, stari željeznički kolodvor i poznatu tržnicu na kojoj se nude proizvodi iz cijele pokrajine.

## Zemljopisna i klimatska obilježja
Ambatondrazaka leži u središtu otoka na sjeverozapadu središnje visoravni, na nadmorskoj visini od 800 m. Grad se smjestio na nekoliko brježuljaka, na južnom rubu plodne doline (1800 km²)) velikog jezera Alaotra koje je udaljeno 20 km od središta grada. Grad je udaljen 255 km od glavnog grada Antananariva državnom cestom br. 44 u pravcu jugoistoka, te 371 km od luke Toamasine.
Kraj oko Ambatondrazake najplodniji je dio Madagaskara u kojem se uzgaja najviše riže, koja je osnovni prehrambeni proizvod Malgaša. Zbog toga grad od milja zovu zdjela riže.
Dolina jezera Alaotra ima posebnu mikroklimu, mješavinu tropske i umjerene kontinentalne klime s prosječnom temperaturom od 21-22°C i dva različita godišnja doba. Od travnja do rujna vlada zima, tad je hladnije i suho s malo kiše. Od listopada do ožujka je ljeto, odnosno vruće kišno razdoblje kad u 100 dana monsunskih vjetrova s istoka padne godišnja količina oborina od 1092 mm do 1200 mm.

## Gospodarstvo i promet
Ambatondrazaka je grad u kojem je većina aktivnosti vezana uz uzgoj, preradu i pakiranje riže te nešto malo stočarstva.
Grad posjeduje malu zračnu luku (IATA: WAM, ICAO: FMMZ) udaljenu 2 km od središta, s glavnim gradom Antananarivom povezan je državnom cestom 44 preko Moramanga na jugu. Željeznička pruga Moramanga-jezero Alaotra povezuje ga s lukom Toamasinom na istočnoj obali Indijskog oceana. Linija prema Antananarivu je ukinuta.

## Vanjske poveznice
- L'alliance française d' Ambatondrazaka  Arhivirana inačica izvorne stranice od 19. rujna 2015. (Wayback Machine)